# 吉本興業
吉本興業株式会社（よしもとこうぎょう、英: Yoshimoto Kogyo Co., Ltd.）は、東京都新宿区新宿及び大阪府大阪市中央区難波千日前に本部を置く吉本興業グループの芸能プロダクション・プロモーター・テレビ番組制作プロダクションである。
吉本興業ホールディングスの完全子会社。旧社名は株式会社よしもとクリエイティブ・エージェンシー。

## 沿革・概要
2007年10月1日に旧・吉本興業株式会社（現・吉本興業ホールディングス株式会社）が持株会社制に移行したのに伴い、同社の制作・営業統括本部が係わっていたタレントマネジメントと制作・営業統括部門が分社化し、吉本興業ホールディングスの100%出資の事業子会社として株式会社よしもとクリエイティブ・エージェンシーが設立された。
この会社の設立に伴い、2007年10月1日付で同日時点在籍の旧・吉本興業所属タレント全員（約800人以上）が株式会社よしもとクリエイティブ・エージェンシーへ継承・移管となった。
旧・吉本興業の持株会社制への移行に伴う同社の設立後も、テレビ番組の制作クレジットは「吉本興業」のままとなっており（ただし、スタッフ個人の所属としての名義は別。また、『アドレな!ガレッジ』（テレビ朝日）の制作協力クレジットにも当社名の表記が見られた）、タレントの所属事務所名義においても同様のケースが見られた（『浜ちゃんと!』（読売テレビ）の「NHK（ニューほっしゃん。企画）すべり芸自慢」コーナーの様に同社の名義が見られる場合もあった）。
旧・吉本興業時代から、1912年（明治45年）の創業以来110年以上にわたり、東西南北の人気芸人が所属する。またスポーツ選手、俳優、文化人、音楽家等のマネジメント事業も行っている。
2016年3月1日、「株式会社よしもとアール・アンド・シー」を吸収合併した。　
2019年6月1日、親会社の「吉本興業株式会社」が「吉本興業ホールディングス株式会社」に社名変更したのに伴い、「株式会社よしもとクリエイティブ・エージェンシー」から「吉本興業株式会社」に社名を変更した。
2019年12月13日、従業員に過労死ラインを超える残業をさせていたとして労基署から是正勧告を受けた。また、所属タレントが振り込め詐欺グループの宴会に金銭を受け取って参加していた「闇営業」問題が報じられる過程で、所属タレントとのギャラ配分の不公平さや正式な所属契約書を交わしていないことなどが指摘された。「芸能界における労働問題」などの象徴事例として「ブラック企業大賞2019」にノミネートされた。

## 所属タレント
なお、2007年10月1日以降に所属しているタレントは、吉本興業の持株会社制への移行に伴い、マネジメント・制作・営業統括部門が分社化して設立された、同社の所属となっているため、載っていないタレントがいる。

## 本部・事業所

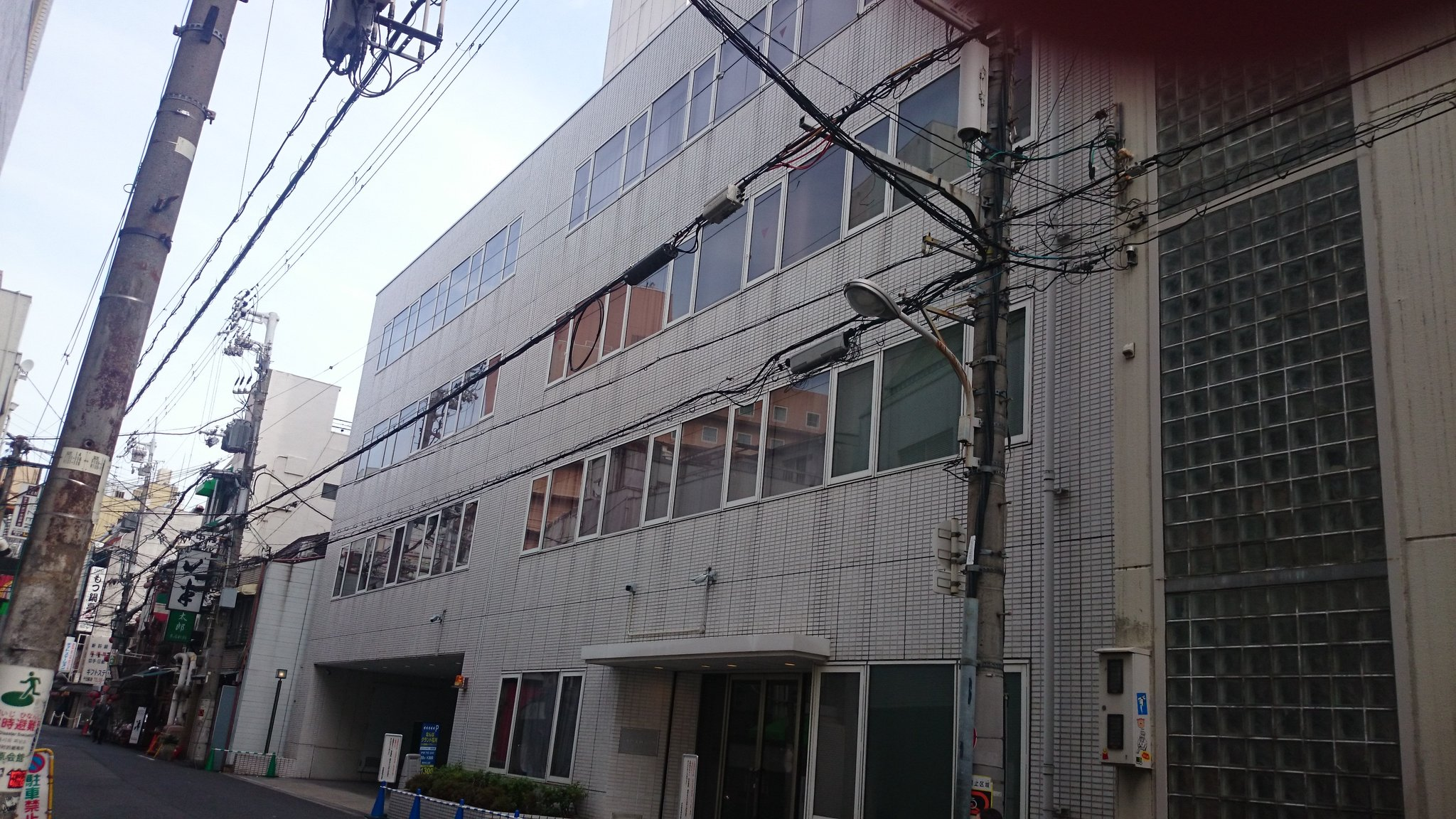
吉本興業大阪本部

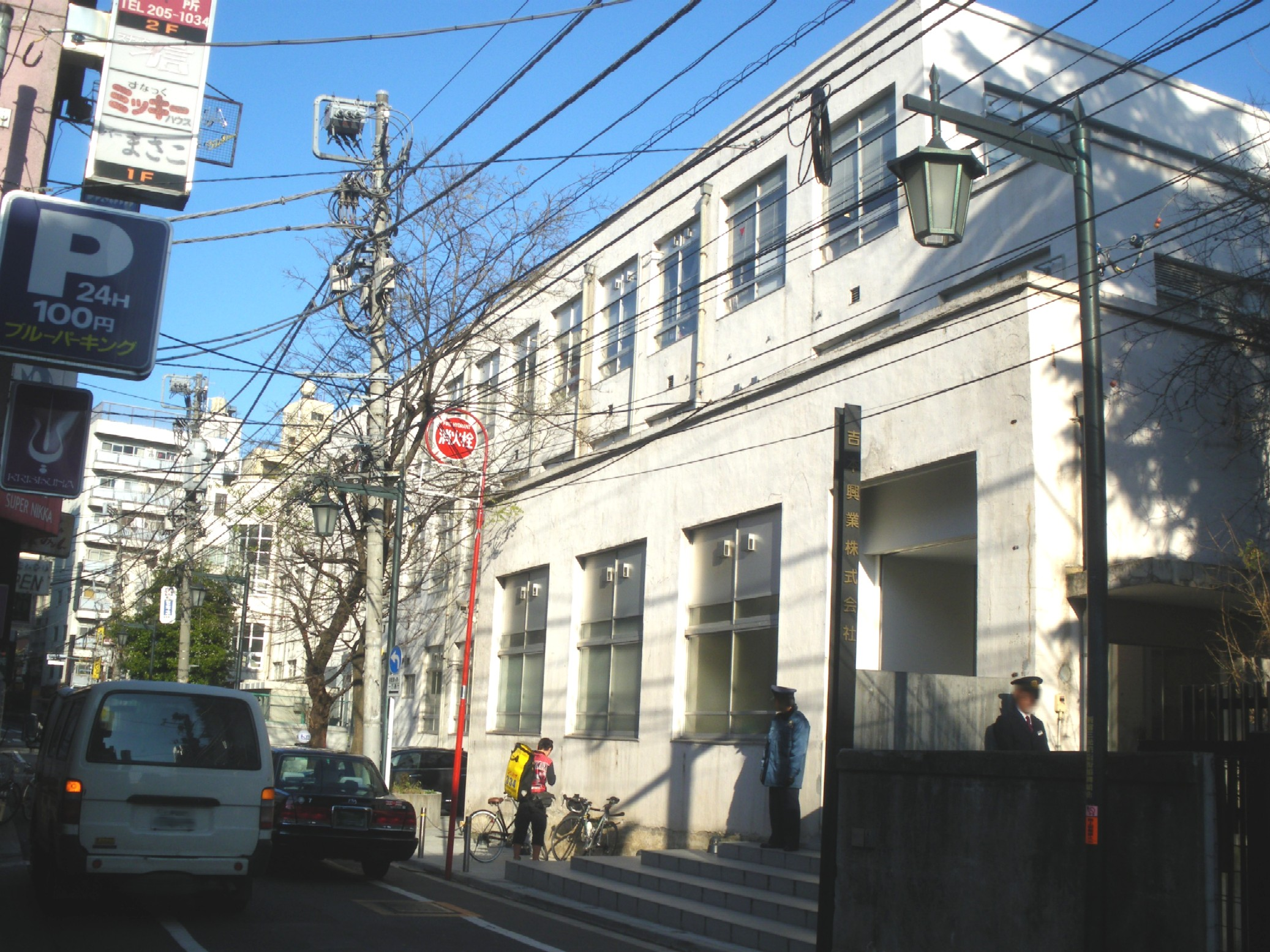
吉本興業 東京本部。
かつて当地にあった新宿区立四谷第五小学校の校舎を再利用している。

- 本店・大阪本部（〒542-0075 大阪市中央区難波千日前11-6）
- 東京本部（〒160-0022 東京都新宿区新宿5丁目18-21）
- 東海支社（名古屋市中区）
- 札幌支社（札幌市中央区）
- 福岡支社（福岡市博多区）
- 秋田事務所（秋田市）
- 東北事務所（仙台市青葉区）
- 福島事務所（福島県郡山市）
- 新潟事務所（新潟市中央区） - 2011年5月開設[2]。
- 静岡事務所（静岡県沼津市） - 2011年1月開設[3]。
- 広島事務所（広島市中区）
- 四国事務所（松山市） - 2012年2月開設[4]。
- 沖縄事務所[注 1]（那覇市)
- かつては短期間だったが仙台事務所と岡山事務所があった。現在は閉鎖。

## テレビ番組
- 『日経スペシャル カンブリア宮殿』 芸人800人がテレビ席巻！笑いの王者・吉本興業 年収10億円芸人生む革命児 独占登場（2011年4月28日、テレビ東京）[5]